# Músculo cricofaríngeo
El músculo cricofaríngeo es un reforzamiento de las fibras inferiores del músculo constrictor inferior de la faringe. Se trata de un músculo estriado, voluntario.
Con inserción anterior en el cartílago cricoides, constituye el esfínter esofágico superior(EES): se contrae en la primera fase de la deglución cerrando el esófago para impedir la entrada de aire y el reflujo esofágico, y se relaja posteriormente para permitir el paso del bolo alimenticio hacia el estómago.
- Datos: Q1180000